# Ottaviano Colzi
Ottaviano Colzi (Monsummano Terme, 25 settembre 1940) è un politico italiano.

## Biografia
Avvocato, esponente del Partito Socialista Italiano, ha ricoperto il ruolo di assessore comunale a Firenze. È stato eletto deputato per la prima volta nel 1983 nel collegio di Firenze. Alle successive elezioni politiche del 1987 non risulta eletto, ma diventa deputato della X legislatura nel luglio 1990 dopo le dimissioni di Lelio Lagorio; conclude il mandato parlamentare nel 1992.
Dal 2005 è stato segretario regionale toscano del Nuovo PSI.